# Jan Brons

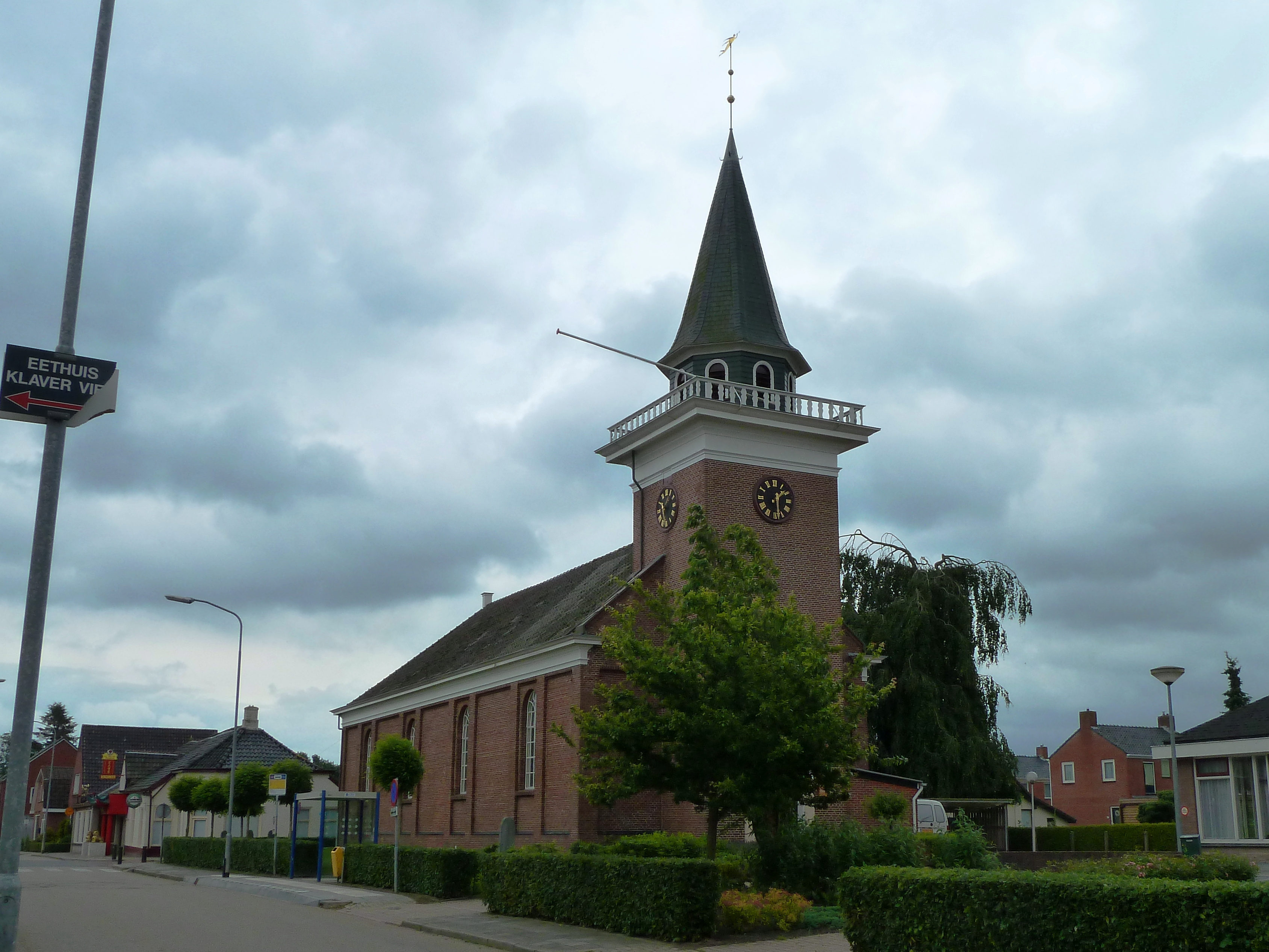
De 17-jarige Jan Brons ontwierp in 1882 de Petruskerk (Wagenborgen)

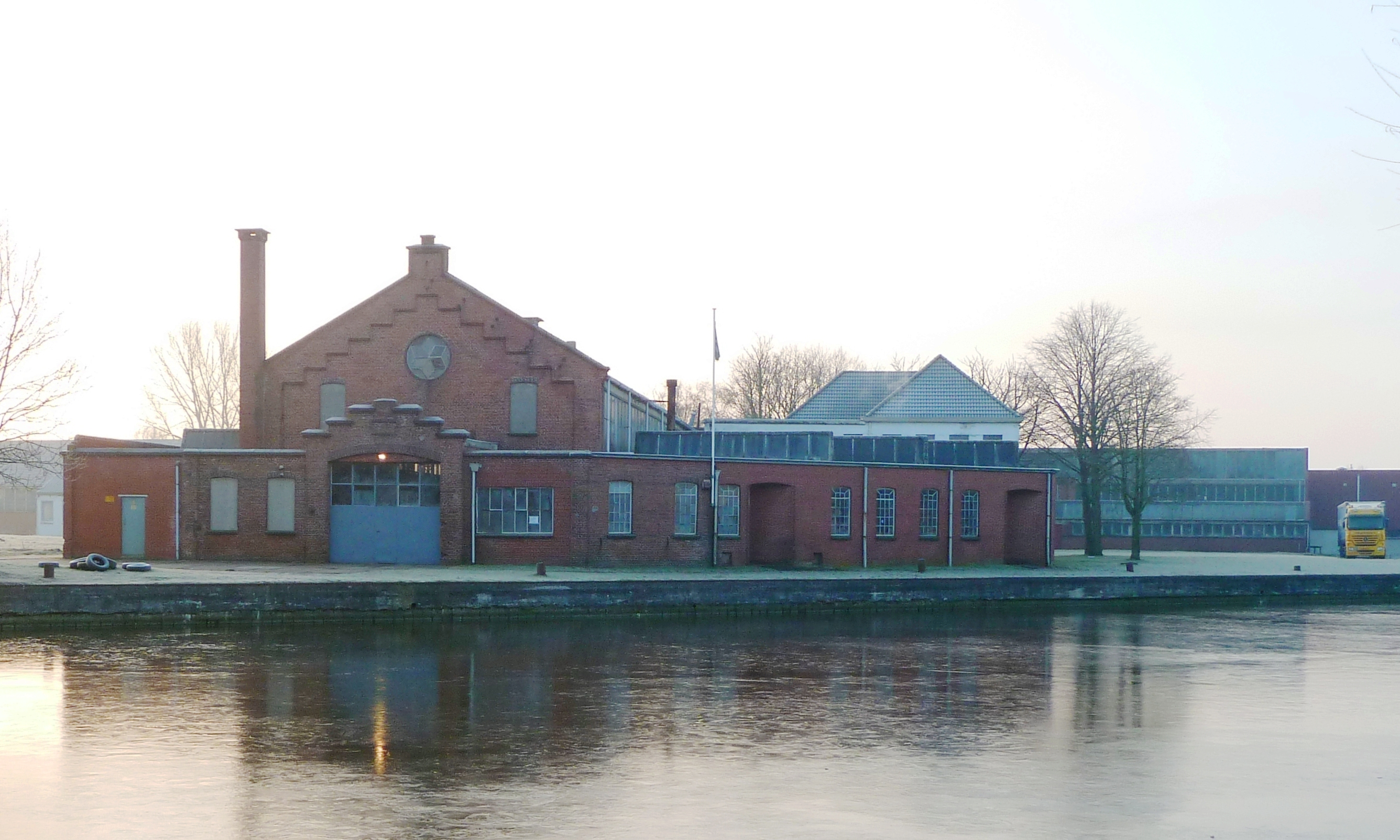
De Appingedammer Bronsmotorenfabriek aan het Damsterdiep, gebouwd in 1907

Jan Brons (Wagenborgen, 20 januari 1865 - Appingedam, 9 februari 1954) was een Nederlandse ondernemer en ingenieur.

## Leven en werk
Jan Brons werd geboren in het Groningse Wagenborgen in de toenmalige gemeente Termunten. Zijn vader Tjakko Brons had een timmerwerkplaats van waaruit hij huizen en boerderijen bouwde. Op 17-jarige leeftijd ontwierp Jan Brons de in 1883 gebouwde kerk van Wagenborgen. Hij kreeg in dank daarvoor een pendule, die zijn hele leven aan de muur van zijn slaapkamer hing.
Tijdens reparaties aan machines en andere werktuigen in de werkplaats van zijn vader keek de jonge Jan goed naar de werking daarvan. In de rustige wintertijd besteedde hij heel wat tijd aan het maken van machines, zoals dorsmachines. Hierdoor kreeg hij zoveel handigheid dat hij zijn eigen motor ging bouwen. De eerste motor die bouwvakker Brons in 1891 bouwde, wilde niet lopen. Geen wonder, want het Engelse woord "petrol" was vertaald met petroleum in plaats van met benzine. Toch kreeg hij het voor elkaar de machine op petroleum te laten lopen. Deze motor werd ingebouwd in een omnibus die geruime tijd dienstdeed.
Brons ging zich bezighouden met de door Rudolf Diesel ontwikkelde Dieselmotor. Hij wilde de problemen oplossen die men ondervond om de brandstof in de verbrandingsruimte goed te verstuiven, en daarbij Diesels patenten, op geheel eigen wijze omzeilen. Hij bedacht en maakte een zogenaamde verstuiverbak, in de vorm van een zuigertje met geperforeerde bodem, dat in een apart cilindertje, gelegen in de cilinderkop boven de verbrandingsruimte, op en neer moest bewegen. Hierdoor zou de brandstof fijn verstoven worden na de inspuiting. De verstuiverbak liep al na enkele slagen vast, maar toch bleek de motor te werken. Zo werd de indirecte dieselinspuiting met voorkamer uitgevonden. Deze motor, welke hij in 1907 patenteerde, noemde hij de verstuiverbakmotor, ook bekend als "bakjesknapper".
Nog in hetzelfde jaar richtte hij de Appingedammer Bronsmotorenfabriek op in Appingedam. Hij hield zich van dan af aan bezig met de ontwikkeling van motoren. De fabriek waarvan hij de oprichter en directeur was leverde over de gehele wereld. Als directeur was hij vooruitstrevend door het oprichten van het fonds 'Steunt Elkander' dat ver voor de introductie van de Ziektewet zorgde voor de financiële ondersteuning van zijn arbeiders bij ziekte. In 1931 dreigde zijn bedrijf failliet te gaan door te hoge productiekosten. Toen de afvloeiing van een groot aantal werknemers niet voldoende resultaat had opgevelerd, stelde hij de overige werknemers voor de keuze: of 25% minder loon of sluiting van het bedrijf. Dit werd boos ontvangen door de vakbonden, maar de werknemers stemden in en het bedrijf kon weer concurrerend werken. In de jaren van de Wederopbouw werkten bijna 450 mensen bij het bedrijf.
Jan Brons speelde een sleutelrol in het industriële leven van Appingedam, maar tot zijn dood bleef hij ook bezig aan de tekentafel. Op 89-jarige leeftijd stierf hij.